# Jorge Capitanich
Jorge Milton Capitanich, né le 28 novembre 1964 à Presidencia Roque Sáenz Peña, est un homme politique argentin membre du Parti justicialiste. Il est chef de cabinet des ministres d'Argentine du 2 janvier au 3 mai 2002 et du 20 novembre 2013 au 26 février 2015 et gouverneur de la province du Chaco entre 2007 et 2015 et 2019 et 2023.